# Carmaux
Carmaux là một xã trong vùng Occitanie, thuộc tỉnh Tarn, quận Albi, tổng Carmaux-Nord und
Carmaux-Sud. Tọa độ địa lý của xã là 44° 03' vĩ độ bắc, 02° 09' kinh độ đông. Carmaux nằm trên độ cao trung bình là 235 mét trên mực nước biển, có điểm thấp nhất là 228 mét và điểm cao nhất là 340 mét. Xã có diện tích 14,16 km², dân số vào thời điểm 1999 là 10.231 người; mật độ dân số là 723 người/km².

## Thông tin nhân khẩu
| 1962   | 1968   | 1975   | 1982   | 1990   | 1999   |
| ------ | ------ | ------ | ------ | ------ | ------ |
| 14 565 | 14 755 | 13 208 | 12 113 | 10 957 | 10 231 |

## Các thành phố kết nghĩa
- Neckarsulm, Đức, 1958

## Nhân vật nổi tiếng
- Bernard Lazare: nhà báo
- Jean Jaurès: chính trị gia và sử gia

## Địa điểm tham quan
- Khu vui chơi giải trí Cap'Découverte